# Quedara albifascia
Quedara albifascia är en fjärilsart som beskrevs av Moore 1878. Quedara albifascia ingår i släktet Quedara och familjen tjockhuvuden. Inga underarter finns listade i Catalogue of Life.